# Spododes trilineata
Spododes trilineata är en fjärilsart som beskrevs av W. Warren 1895. Spododes trilineata ingår i släktet Spododes och familjen mätare. Inga underarter finns listade i Catalogue of Life.